# Ruschia gracilis
Ruschia gracilis är en isörtsväxtart som beskrevs av L. Bol. Ruschia gracilis ingår i släktet Ruschia och familjen isörtsväxter. Inga underarter finns listade i Catalogue of Life.